# Вулиця Маслівка
Ву́лиця Ма́слівка — вулиця в Дарницькому районі міста Києва, місцевість Осокорки. Пролягає від р. Дніпро до Колекторної вулиці.
Прилучаються вулиці Підлипка, Костянтина Ареф'єва і Алімпія Галика. Поблизу перехрестя з вулицею Костянтина Ареф'єва від вулиці Маслівка відходять два відтинки, один — до вулиці Підлипка, другий — до вулиці Алімпія Галика, таким чином, вулиця має вигляд літери «Х».

## Історія
Вулиця виникла в першій половині XX століття, назва походить від місцевості в Осокорках.